# Органічне виробництво
Органічне виробництво — цілісна багатофункціональна модель господарювання та виробництва органічної продукції, яка забезпечує збалансовану динамічну рівновагу між компонентами інтегрованої соціо-економіко-екологічної системи протягом визначеного проміжку часу з метою об'єднання:
- економічного зростання
- підвищення життєвого рівня
- поліпшення стану довкілля.

Система органічного виробництва полягає у повній відмові від застосування ГМО, антибіотиків, отрутохімікатів та мінеральних добрив. Це призводить до підвищення природної біологічної активності у ґрунті, відновлення балансу поживних речовин, підсилюються відновлювальні властивості, нормалізується робота живих організмів, відбувається приріст гумусу, і як результат — покращення родючості ґрунту і врожайності сільськогосподарських культур, покращення здоров'я екосистем і довкілля в цілому.
Результатом органічного виробництва є екологічна безпечна продукція, вільна від ГМО та невластивих продуктам харчування хімічних елементів.
Ідея органічного землеробства є популярною у багатьох країнах світу, в тому числі у країнах Європи, включаючи Україну.

## Термінологія
Поняття органічне виробництво має термінологічні відмінності в залежності від країн світу. Так, термін «органічне виробництво» (англ. Organic Production) офіційно прийнятий в англомовних країнах Європейського Союзу (ЄС),, в Україні та в Казахстані, Білорусі, Киргизстані та ін., еквівалентом якому у Франції, Італії, Португалії та країнах Бенілюксу є «біологічне землеробство» (англ. Biological Farming), у Данії, Німеччині, Польщі та іспаномовних країнах — «екологічне землеробство» (англ. Ecological Farming).

## Сектори

### Сільське господарство
Органічне сільське господарство — це система сільського господарства, яка надає пріоритет екологічній рівновазі, біорізноманіттю та здоров’ю екосистем і споживачів. Цей спосіб ведення сільського господарства виключає використання синтетичних засобів захисту рослин, хімічних добрив, генетично модифікованих організмів (ГМО) і штучних добавок.
Принципи органічного сільського господарства ґрунтуються на екологічній стійкості, збереженні природних ресурсів і добробуті рослин, тварин, екосистем та споживачів, і в багатьох принципах перегукуються зі сталим сільським господарством, пермакультурою, відновлювальним землеробством, агроекологією тощо.
Органічне сільське господарство суттєво зросло за останні десятиліття завдяки зростанню споживчого попиту на натуральні та екологічно вироблені продукти харчування. Різні органи сертифікації регулюють маркування органічних продуктів для забезпечення відповідності стандартам органічного землеробства.
ФАО визначає органічне сільське господарство (англ. Organic agriculture) як цілісні системи управління сільськогосподарським виробництвом, які сприяють поліпшенню стану агроекологічних систем, включаючи біорізноманіття, біологічні кругообіги і діяльність ґрунтових мікроорганізмів. У цих системах наголос робиться на методах управління з точки зору використання позагосподарських факторів виробництва з урахуванням їх регіональних особливостей. Цілі реалізації будь-якої конкретної функції в рамках системи органічного сільського господарства досягаються, де це можливо, шляхом використання агротехнічних, біологічних і механічних прийомів на відміну від використання синтетичних матеріалів.

#### Органічне землеробство
Органічне землеробство зосереджується на вирощуванні фруктів, овочів і зернових природними методами, без використання використання синтетичних засобів захисту рослин, хімічних добрив. Натомість використовуються:
- органічні добрива, сівозміни, сидерати, ґрунтозахисне землеробство, біодобрива, біочар, арбускулярні мікоризи для покращення здоров'я та родючості ґрунту;
- інтегрований захист рослин для боротьби зі шкідниками та хворобами;
- сільськогосподарську робототехніку для видалення бур'янів.

#### Органічне тваринництво
Органічне тваринництво передбачає вирощування великої рогатої худоби, птиці, овець та інших тварин у гуманних умовах. Тварин годують органічними кормами, їм надають доступ до відкритих просторів і доглядають за високими стандартами добробуту.
Органічне тваринництво може бути корисною стратегією для подолання викликів сільськогосподарського сектора (стійкість, продовольча безпека та безпека харчових продуктів), одночасно відповідаючи тенденціям попиту споживачів (добробут тварин, здоров’я, захист довкілля).

#### Органічна аквакультура
Органічна аквакультура охоплює стале вирощування риби, молюсків і морських водоростей. Органічна аквакультура уникає використання синтетичних хімічних речовин, підтримує природні екосистеми та сприяє збереженню довкілля та біорізноманіття.

### Харчова промисловість
Органічне виробництво в харчовій промисловості зосереджується на виробництві високоякісних продуктів екологічного походження, часто з фокусом на використанні місцевих органічних інгредієнтів. Це включає:
- Переробку органічних продуктів з мінімальною обробкою для збереження харчової цінності.
- Використання органічних харчових добавок, такі як ароматизатори, або виробництво продукції без харчових добавок.
- Біорозкладні та екологічно чисті матеріали упаковки, такі як біопластик.

Органічні продукти несуть переваги для здоров'я, завдяки вищому вмісту поживних речовин та відсутності шкідливих речовин, і це є основним драйвером попиту на органічну продукцію серед споживачів.
Глобальний попит на органічні продукти харчування зростає. Органічні продукти є результатом використання різноманітної кількості інтелектуальних та інноваційних технологій виробництва органічної їжі, і тісно пов'язане з органічним сільським господарством.

### Текстильна промисловість
Органічна текстильна промисловість використовує органічні матеріали та етичні методи виробництва, наприклад:
- Використання матеріалів, таких як бавовна, коноплі, льон, вирощених без використання синтетичних засобів захисту, як-от пестициди.
- Екологічне фарбування використовує натуральні барвники.

Було створено кілька міжнародно прийнятих критеріїв органічної текстильної продукції:
- Сертифікація органічного текстилю (OTC),
- Глобальні стандарти органічного текстилю (GOTS),
- Міжнародна організація стандартизації (ISO).[12]

### Косметика та особиста гігієна
Цей сектор зосереджений на розробці косметичних продуктів та засобів особистої гігієни з використанням натуральних органічних інгредієнтів, без потенційно шкідливих синтетичних хімікатів.

### Товари для дому
Органічні товари для дому та способу життя сприяють екологічному способу життя. Цей сектор пропонує екологічно чисті альтернативи для побутових речей, такі як органічна побутова хімія, органічні меблі та постільна білизна.

## Органічне виробництво в Україні
В Україні станом на 31 грудня 2022 р. загальна площа сільськогосподарських угідь, зайнятих під органічне виробництво, та перехідного періоду, склала 263 619 га (0,6% від загальної площі земель сільськогосподарського призначення України), в тому числі площа сільськогосподарських угідь з органічним статусом – 246 126 га, площа сільськогосподарських угідь перехідного періоду – 17 493 га. Загальна кількість операторів органічного ринку становила 462, включаючи 380 сільськогосподарських виробників.
У порівнянні з 2021 роком кількість земель, що перебувають під контролем органів органічної сертифікації, у 2022 році зменшилась на 38% та склала 0,6% від загальної кількості земель сільськогосподарського призначення в Україні, а кількість операторів органічного виробництва зменшилась на 12% відповідно.
Основним фактором таких скорочень стало повномасштабне вторгнення Росії в Україну 24 лютого 2022 року. Від початку широкомасштабної війни у Запорізькій та Херсонській областях втрачено значну кількість земель через їх окупацію. В цих та інших прифронтових областях, значно зменшилась кількість органічних операторів через неможливість ведення сільськогосподарської діяльності. До того ж, кілька органів сертифікації зупинили свою діяльність в Україні через неможливість забезпечення контролю за діяльністю операторів та, зокрема, проведення фізичних сертифікаційних інспекцій через воєнні дії на території України. 
Завдяки своєчасній підтримці міжнародних проєктів та партнерів вдалось зберегти значну кількість операторів, підтримати їх сертифікацію, та дати поштовх для подальшого розвитку.

## Органічний рух в Україні
Розвитком органічного руху в Україні займаються ряд організацій, зокрема 

### Державні установи
- Міністерство аграрної політики та продовольства України – центральний орган виконавчої влади, що формує нормативно-правову базу в органічному секторі України, веде державні реєстри органів сертифікації, операторів та органічного насіння і садивного матеріалу, і забезпечує підготовку та підвищення кваліфікації інспекторів органічного виробництва.[17]
- Державна служба України з питань безпечності харчових продуктів та захисту споживачів – центральний орган виконавчої влади, уповноважений проводити державний нагляд (контроль) у сфері органічного виробництва, обігу та маркування органічної продукції відповідно до органічного законодавства України. Це включає здійснення державного нагляду (контролю) за дотриманням законодавства у сфері органічного виробництва, обігу та маркування органічної продукції: перевірка діяльності органів сертифікації; вибіркова перевірка діяльності операторів; моніторинг органічної продукції на ринку з метою запобігання потраплянню на ринок неорганічної продукції, маркованої як органічна.[18]
- Офіс з розвитку підприємництва та експорту (Офіс) – державна установа, метою якої є сприяння розвитку та підтримки малого і середнього підприємництва, підтримка та просування експорту товарів, робіт та послуг українських виробників відповідно до програмних документів Кабінету Міністрів України, інших документів державного планування. Починаючи з 2019 року Офіс підтримує органічний експортний ринок України, сприяючи розвитку потенціалу українських експортерів органічної продукції, просуванню органічного сектору та формуванню позитивного іміджу України як надійного постачальника органічної продукції за кордоном. Офіс активно підтримує та організовує різноманітні заходи для органічних експортерів, зокрема, національні павільйони України на ключових міжнародних торгівельних виставках, таких як BioFach (Нюрнберг, Німеччина), Anuga (Кельн, Німеччина), SIAL (Париж, Франція) та Middle East Organic & Natural Products Expo (Дубай, ОАЕ).[19] Також Офісом у партнерстві з органом сертифікації Органік Стандарт було створено Каталог українських експортерів органічної продукції.[20]

### Ключові учасники органічного сектору України
- Органічна ініціатива – громадська спілка, яка об’єднує представників органічного ринку, основною метою якої є сприяти зростанню торгівлі українською органічною продукцією з вищою доданою вартістю на внутрішньому і зовнішньому ринках, а також сприяти в цілому зростанню органічного ринку України.
- Органічна Україна – спілка виробників органічних сертифікованих продуктів,  створена з метою формування та розвитку органічного ринку України та світу, та захисту інтересів українських сертифікованих виробників як в Україні так і за її межами.
- Федерація органічного руху України – організація, що має на меті всебічну пропаганду цінностей та світогляду, притаманних прибічникам світового органічного руху, підвищення ефективності сільськогосподарського виробництва з одночасним розвитком сучасних світових та вітчизняних безпечних для природи та людини технологій, сприяння розвитку органічного руху в Україні.
- Інформаційний центр «Зелене досьє» – міжнародна благодійна організація, що сприяє поширенню принципів сталого розвитку в суспільстві, інтеграції їх до національної політики та урядових програм через розповсюдження об’єктивної інформації екологічного та соціального спрямування до ЗМІ, місцевих громад, влади та бізнесу, залучаючи їх таким чином до практичних дій.
- Органік Стандарт – єдиний український орган з сертифікації органічного виробництва, визнаний Європейським Союзом, Швейцарією, Великою Британією та Канадою. Акредитація IOAS згідно стандарту ISO Guide 17065. Компанія надає послуги сертифікації більш ніж 500 операторам органічного ринку в Україні, що становить близько 70% всіх органічних операторів України.
- Екотерра – львівська міська громадська організація, метою якої є залучення широких кіл громадськості до проблеми застосування пестицидів як у фермерських та великих господарствах, так і на невеликих ділянках окремих громадян.
- Асоціація «Ягідництво України» – галузева асоціація, що об'єднує всіх професійних гравців плодово-ягідного ринку. Членами є юридичні особи та фізичні особи – підприємці, які спеціалізуються на вирощуванні та переробці ягід і кісточкових фруктів, постачанні посадкового матеріалу, ЗЗР, МТР тощо, кооперативи, громадські організації, освітні заклади та інші представники сектору. Серед членів асоціації є виробники органічних ягід.

### Спеціалізовані вебпортали органічного сектору України
- OrganicInfo.ua – спеціалізований інформаційний портал для просування органічного виробництва, органічних харчових продуктів та сталого способу життя. На порталі зібрана вся інформація про органічний ринок України: законодавча база, історія розвитку органічного руху в Україні та світі, практична інформація для органічних операторів, корисна інформація для споживачів, результати досліджень органічного ринку, новини та анонси органічних подій. Інформація доступна українською та англійською мовами.
- Органічна Платформа Знань – вебпортал, що об’єднує всі наявні в Україні наукові, інформаційні та практичні матеріали про органічний сектор і робить їх доступними для широкого загалу науковців, викладачів, студентів, практиків та учасників органічного руху. Всі матеріали, що публікуються на платформі, проходять оцінку незалежними експертами галузі на предмет їх актуальності та якості.

### Проєкти та програми міжнародної технічної допомоги
- Швейцарсько-українська програма «Розвиток торгівлі з вищою доданою вартістю в органічному та молочному секторах України» (QFTP), що фінансується Швейцарією та впроваджується Дослідним інститутом органічного сільського господарства (FiBL, Швейцарія) у партнерстві із SAFOSO AG (Швейцарія).

- Швейцарсько-українська програма  «Органічна торгівля заради розвитку у Східній Європі» (OT4D), що фінансується Швейцарією та впроваджується IFOAM – Organics International у партнерстві з HELVETAS Swiss Intercooperation та Дослідним інститутом органічного сільського господарства (FiBL, Швейцарія).
- Проєкт «Німецько-українська співпраця в галузі органічного сільського господарства» (COA).

Представники міжнародних проєктів/програм надають експертну допомогу при розробці нормативно-правової бази, впровадженні законодавства у сфері органічного виробництва, обігу та маркування органічної продукції, підтримують проведення різноманітних заходів для просування органічного виробництва і торгівлі органічною продукцією, а також підтримують розробку та переклади публікацій  на тему органічного виробництва.

## Закон України «Про основні принципи та вимоги до органічного виробництва, обігу та маркування органічної продукції»
Станом на березень 2024 року органічне виробництво в Україні регулюється Законом України «Про основні принципи та вимоги до органічного виробництва, обігу та маркування органічної продукції», а також відповідними нормативно-правовими актами.
Закон було ухвалено Верховною Радою України 10 липня 2018 року, а 2 серпня 2019 року його було введено в дію. 
У травні 2023 року Національне агентство з акредитації України видало перший атестат про акредитацію органу сертифікації ТОВ «Органік Стандарт». У червні 2023 року Мінагрополітики внесло ТОВ «Органік Стандарт» до Державного реєстру органів сертифікації у сфері органічного виробництва та обігу органічної продукції, що дозволило йому розпочати проведення сертифікації органічного виробництва та/або обігу органічної продукції відповідно до вимог законодавства України.
У серпні 2023 року Мінагрополітики запустило Державний реєстр операторів, що здійснюють виробництво продукції відповідно до вимог законодавства у сфері органічного виробництва, обігу та маркування органічної продукції. 